# Фільчина грамота
Фі́льчина грамота (рос. филькина грамота) — стійкий зворот, похідний із російської мови, що буквально означає «юридично нікчемний документ», «безграмотно складений документ або такий, що не має юридичної сили». Спочатку так Іван Грозний презирливо назвав викривальні та увіщувальні листи митрополита Пилипа II (рос. Филипп II) (якого незабаром убив Малюта Скуратов). Згодом фільчиними грамотами стали іменуватися документи, що не мали юридичної сили, і поступово вираз закоренився в російській мові, ставши крилатим, а згодом поширився й в українській мові.